# Parc national de Nokrek
Le parc national de Nokrek est situé à environ 2 km de Tura Peak dans le district des West Garo Hills dans l'État du Meghalaya en Inde.
Le parc est également une réserve de biosphère reconnue par l'Unesco depuis 2009.

## Faune et flore
Le parc national de Nokrek abrite une population de pandas roux, espèce en danger, qui a attiré la curiosité depuis le monde entier. Un fut accidentellement tué par Dr J. Lao dans les années 1960,. Nokrek est également l'habitat d'eléphants d'Asie. Il comporte 8 espèces de félins, du tigre au chat marbré bien que le statut actuel de ce dernier est incertain.
Il y a 7 espèces de primates à Nokrek. Le rare macaque à face rouge est fréquemment rencontré proche du chemin de randonnée principal menant au pic. Il n'est pas rare de voir également le macaque à queue de cochon. Les houlock sont courant et leurs cris peuvent être entendus d'un peu partout à Nokrek.
Nokrek est aussi important pour ses espèces d'oiseaux,.
Il y a un grand panel de plantes présentes dans le parc. Une grande et épaisse canopée de grandes herbes et une forêt luxuriante couvre Nokrek et son environnement. La zone est aussi reconnue pour son patrimoine d'agrume.

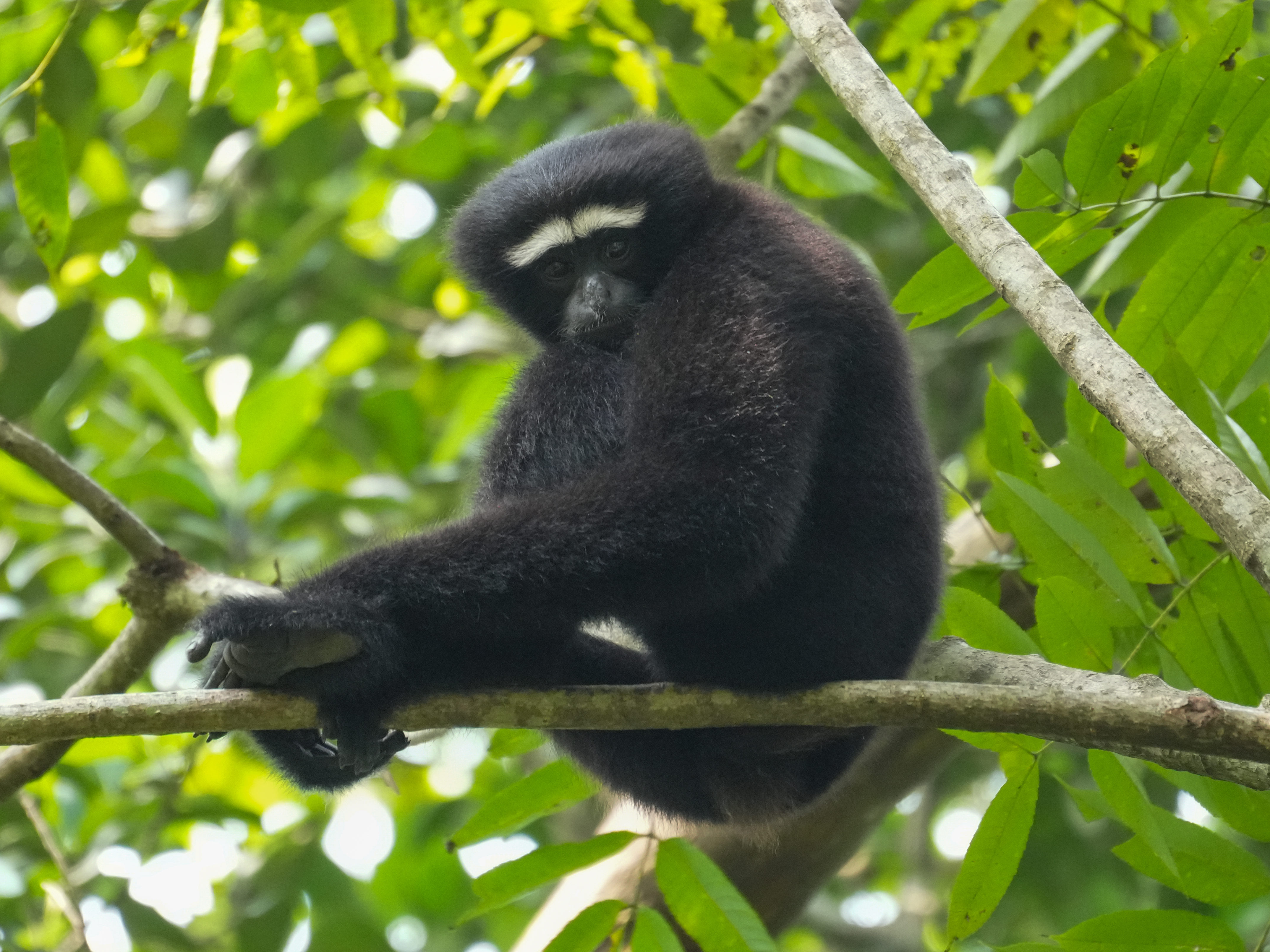
Gibbon hoolock mâle
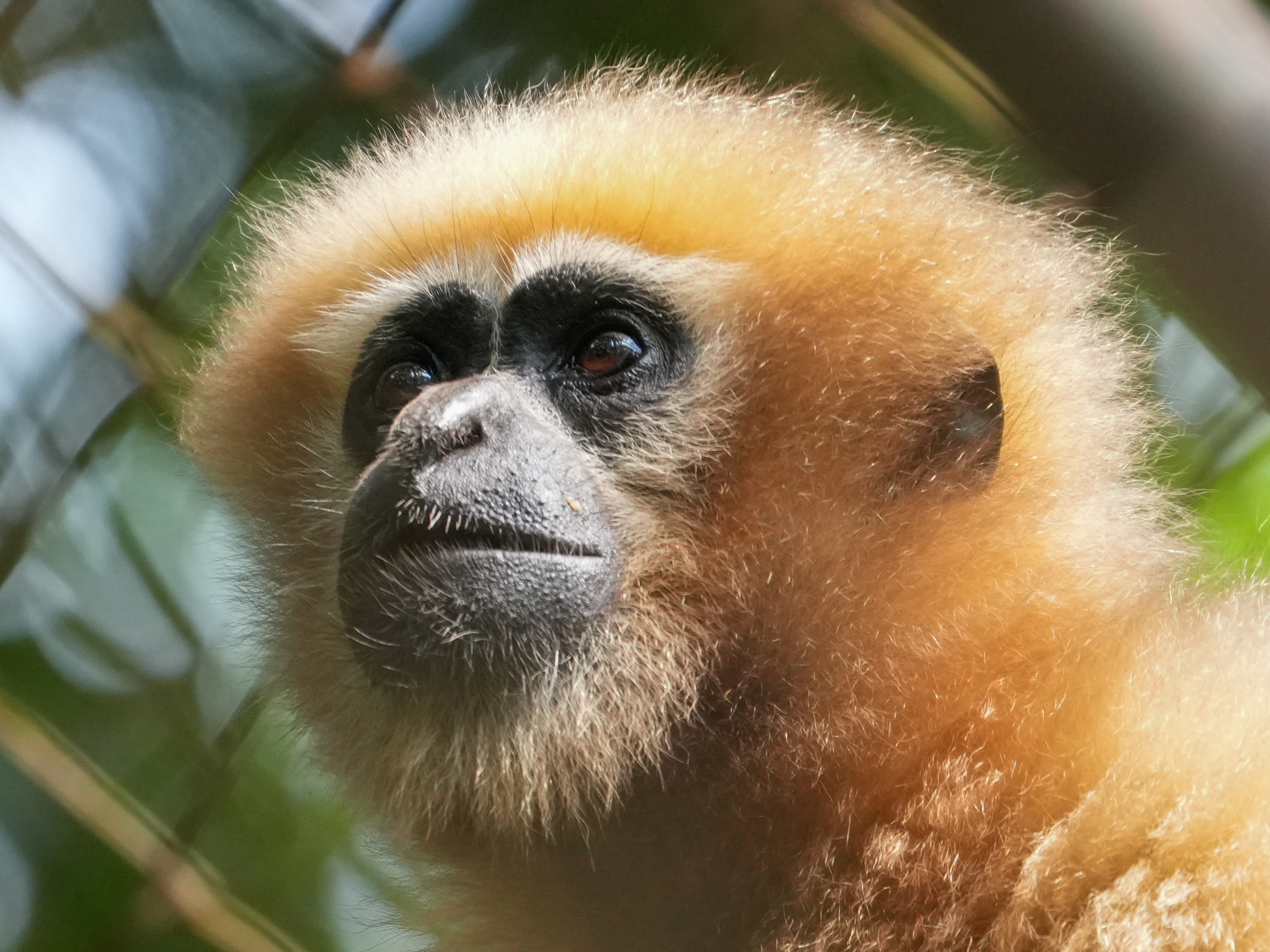
Gibbon hoolock femelle
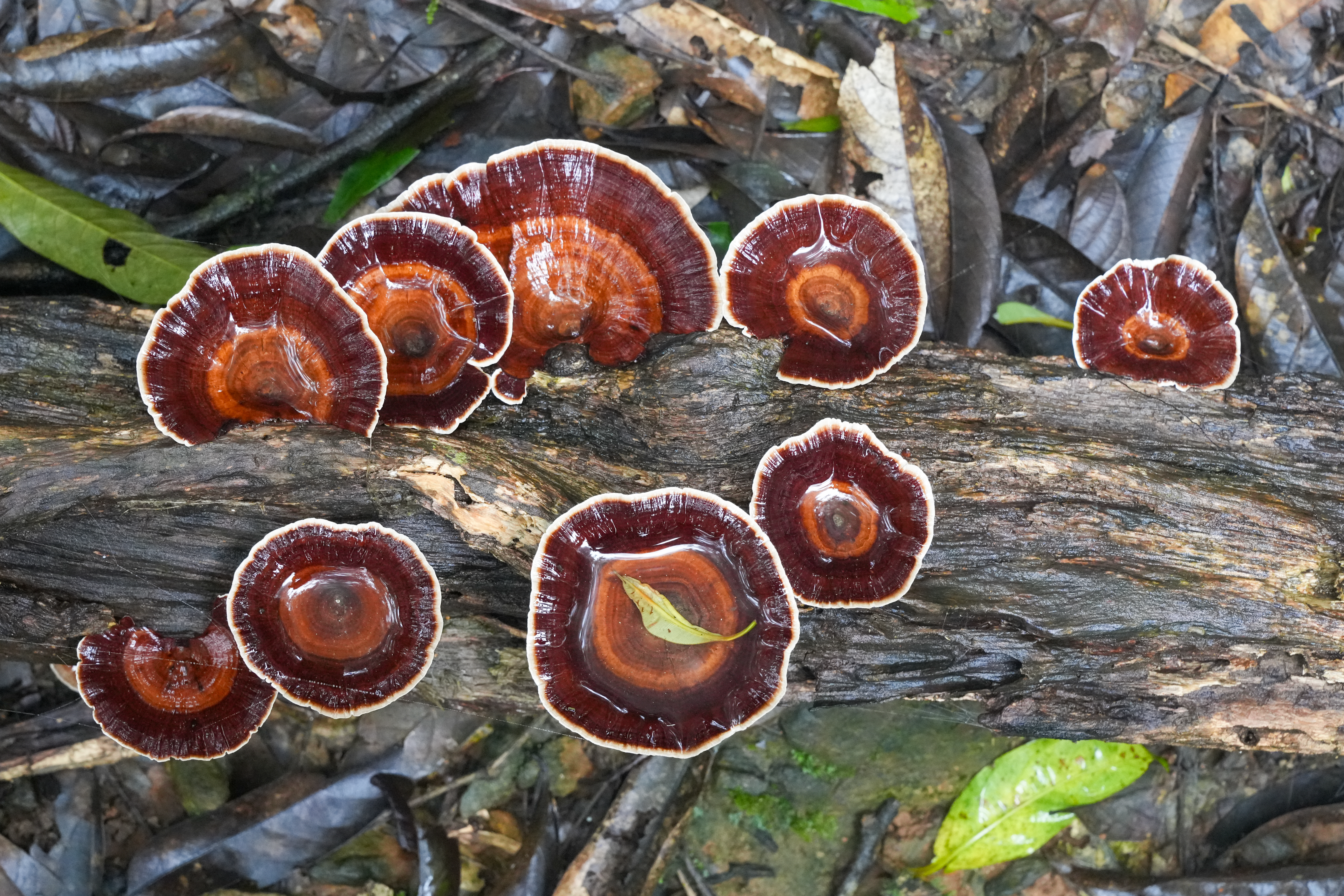
Des champignons sur du bois mort dans le parc
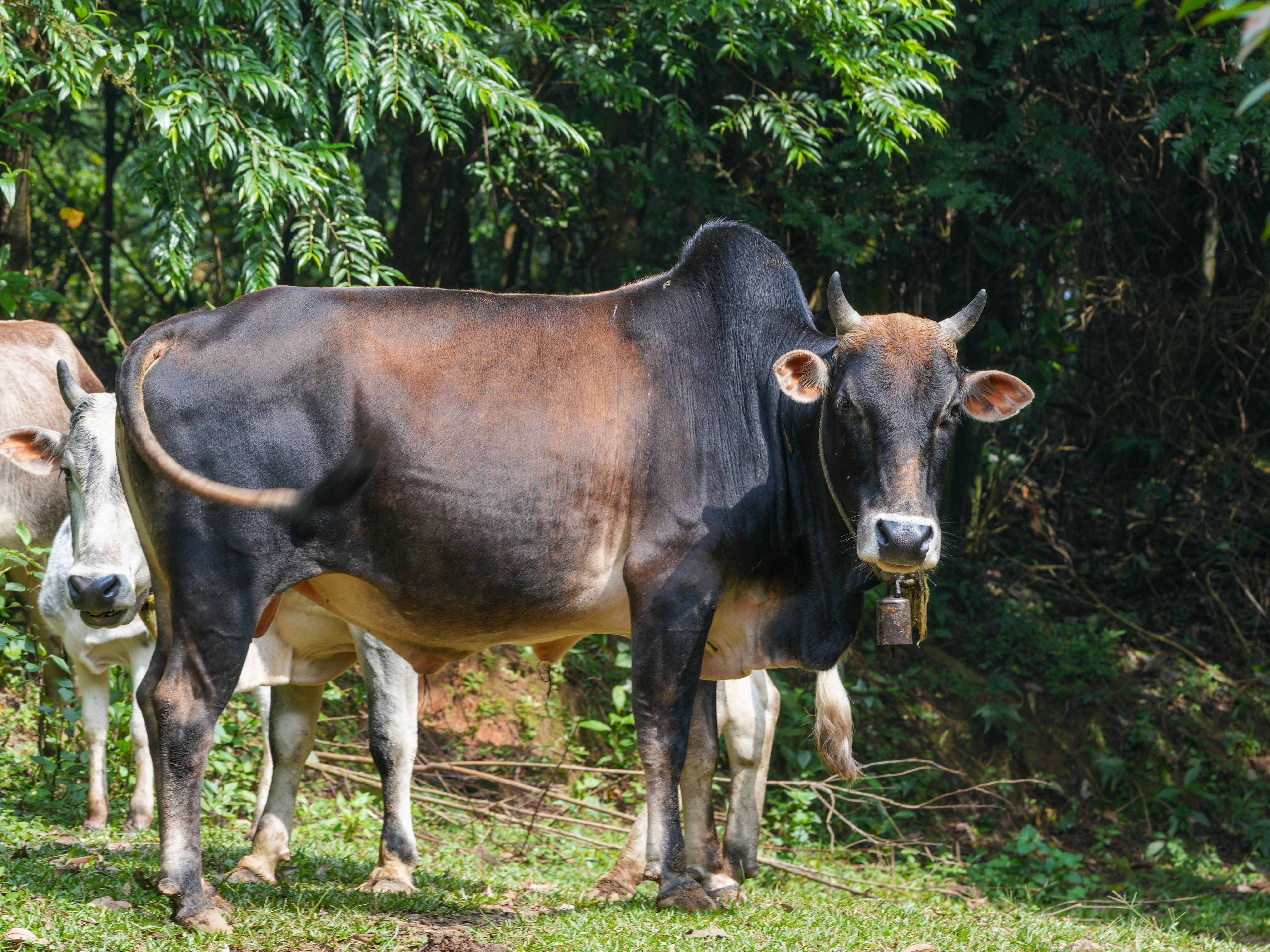
Une vache dans le parc

## Sites connus
Les sites connus dans le parc : Nokrek Peak et la cascade Rongbang Dare. Le parc national de Balphakram et la Grotte de Siju (en) sont très proches du lac Napak à côté de la rivière de Someshwari (en) qui est au sud est du parc national de Nokrek.